# Flugunfall des Flugboots Bukken Bruse

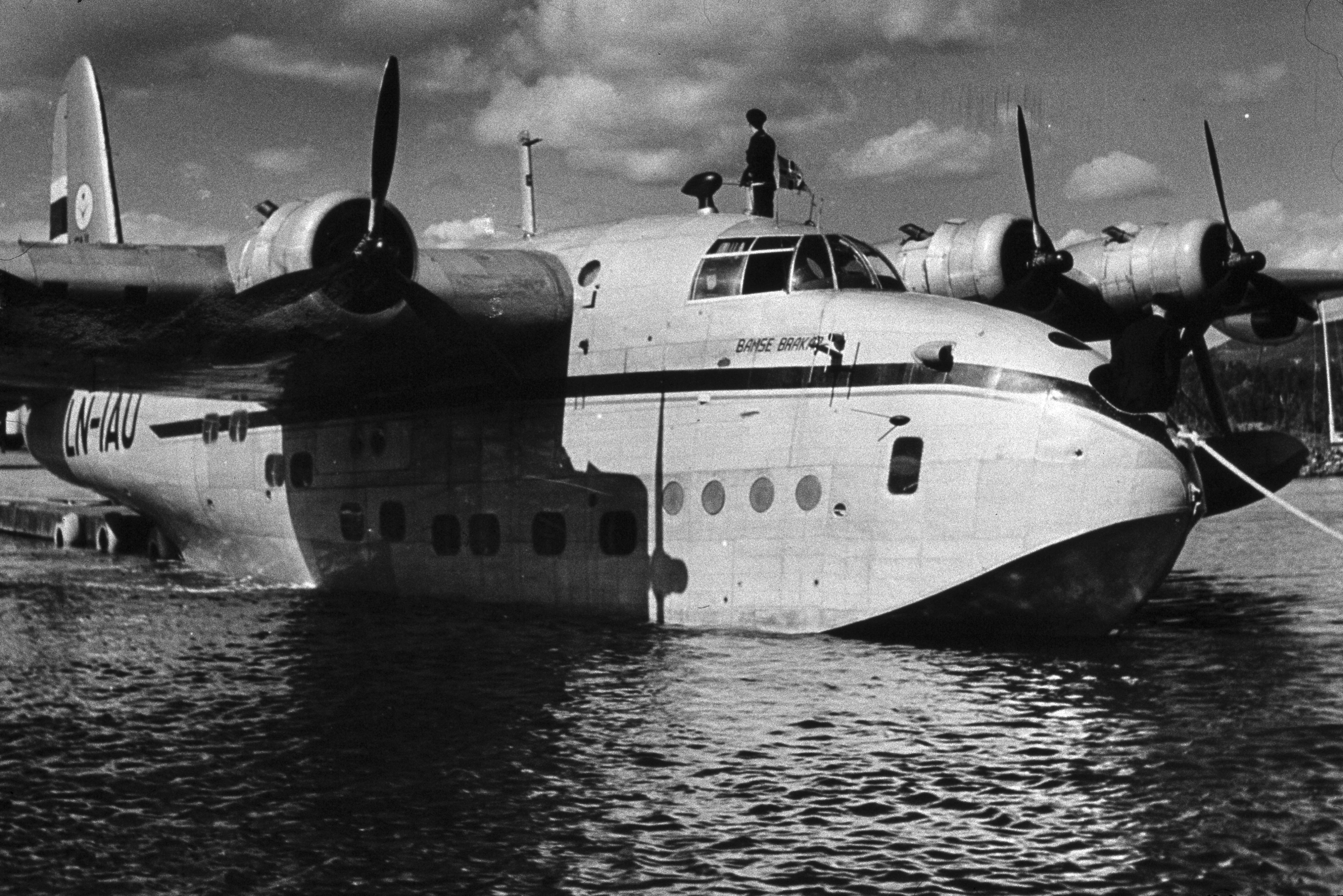
Eine Short Sandringham der Det Norske Luftfartselskap, 1947/48

Der Flugunfall des Flugboots Bukken Bruse ereignete sich am 2. Oktober 1948 während der Landung. Das Flugzeug war auf einem norwegischen Inlandsflug von Oslo und landete in der Bucht neben Hommelvik in der Nähe der Stadt Trondheim. Es kamen 19 Menschen ums Leben, davon 3 Besatzungsmitglieder und 16 Passagiere. Unter den Überlebenden war der 76-jährige Bertrand Russell, „der sich im eisigen Wasser schwimmend so lange an der Wasseroberfläche halten konnte, bis ihn ein Rettungsboot aufnahm“. Einer der Toten war der norwegische Politiker Alfred Hansen.

## Flugzeug
Das Flugboot vom Typ Short Sandringham Mk. 6 hieß Bukken Bruse (Werknummer SH.52C, Luftfahrzeugkennzeichen LN-IAW), nach dem Märchen De tre bukkene Bruse. Das Flugzeug der Det Norske Luftfartsselskap (DNL) (heute Scandinavian Airlines Systems) war eine von insgesamt fünf Sandringham, die von der DNL betrieben wurden. Die Variante Mk.6 konnte 37 Passagiere auf zwei Decks transportieren, wobei im unteren Deck auch eine Küche eingerichtet war.

## Unfall
Das Flugzeug war auf dem Weg vom Osloer Flughafen Fornebu nach Hommelvik. Bei der Landung herrschte schlechtes Wetter und das Meer in der Bucht war aufgewühlt. Als das Flugzeug auf dem Wasser aufsetzte, wurde es von einem Windstoß getroffen. Der Stützschwimmer der rechten Tragfläche brach ab und diese schlug ins Wasser. Das Flugzeug drehte sich und die Nase tauchte unter. Schnell füllte sich der Rumpf mit Wasser. Das Flugboot sank innerhalb von zwei Minuten. Von den 45 Personen an Bord kamen 19 ums Leben. Die Überlebenden befanden sich im Raucherraum im hinteren Teil der Kabine in der Nähe des Notausgangs.